# Orobanche glabricaulis
Orobanche glabricaulis är en snyltrotsväxtart som beskrevs av Nikolai Nikolaievich Tzvelev. Orobanche glabricaulis ingår i släktet snyltrötter, och familjen snyltrotsväxter. Inga underarter finns listade i Catalogue of Life.